# Tydeus calabrus
Tydeus calabrus är en spindeldjursart som först beskrevs av Castagnoli 1984.  Tydeus calabrus ingår i släktet Tydeus, och familjen Tydeidae. Arten är reproducerande i Sverige.